# (12401) Tucholsky
(12401) Tucholsky es un asteroide que forma parte del cinturón de asteroides y fue descubierto por Freimut Börngen desde el Observatorio Karl Schwarzschild, en Tautenburg, Alemania, el 21 de julio de 1995.

## Designación y nombre
Tucholsky recibió inicialmente la designación de 1995 OG10.
Más adelante, en 2000, se nombró en honor del escritor alemán Kurt Tucholsky (1890-1935).

## Características orbitales
Tucholsky está situado a una distancia media de 2,392 ua del Sol, pudiendo alejarse hasta 2,819 ua y acercarse hasta 1,965 ua. Su excentricidad es 0,1784 y la inclinación orbital 1,933 grados. Emplea en completar una órbita alrededor del Sol 1351 días. El movimiento de Tucholsky sobre el fondo estelar es de 0,2664 grados por día.

## Características físicas
La magnitud absoluta de Tucholsky es 15.